# Ibuki Fujita
Ibuki Fujita (藤田 息吹 Fujita Ibuki?), född 30 januari 1991 i Aichi prefektur, är en japansk fotbollsspelare.
Fujita började sin karriär 2013 i Shimizu S-Pulse. 2015 flyttade han till Ehime FC. Han spelade 108 ligamatcher för klubben. 2018 flyttade han till Matsumoto Yamaga FC.